# Coupe du Kirghizistan de football
La Coupe du Kirghizistan de football est une compétition placée sous l'égide de la Fédération du Kirghizistan de football.

## Palmarès

### Sous l'Union soviétique
- 1939 : Dinamo Frunze
- 1940 : Spartak Frunze
- 1941 à 1944 : non disputée
- 1945 : Dinamo Frunze
- 1946 : Burevestnik Frunze
- 1947 : Burevestnik Frunze
- 1948 : Burevestnik Frunze
- 1949 : Burevestnik Frunze
- 1950 : Burevestnik Frunze
- 1951 : Dimamo Frunze
- 1952 : Dinamo Frunze
- 1953 : Frunze City Team
- 1954 : Kalininskoye Town Team
- 1955 : Spartak Frunze
- 1956 : Torpedo Frunze
- 1957 : Kalininskoye Town Team
- 1958 : Kalininskoye Town Team
- 1959 : Torpedo Frunze
- 1960 : Kalininskoye Town Team
- 1961 : Alga Kalininskoye
- 1962 : Alga Kalininskoye
- 1963 : Alga Kalininskoye
- 1964 : Elektrik Frunze
- 1965 : Selmashevets Frunze
- 1966 : Selmashevets Frunze
- 1967 : Instrumentalshchik Frunze
- 1968 : Selmashevets Frunze
- 1969 : Selmashevets Frunze
- 1970 : Selmashevets Frunze
- 1971 : Instrumentalshchik Frunze
- 1972 : Khimik Kara-Balta
- 1973 : Selmashevets Frunze
- 1974 : Instrumentalshchik Frunze
- 1975 : Selmashevets Frunze
- 1976 : Tekstilshchik Frunze
- 1977 : Selmashevets Frunze
- 1978 : Instrumentalshchik Frunze
- 1979 : Instrumentalshchik Frunze
- 1980 : Motor Frunze
- 1981 : Instrumentalshchik Frunze
- 1982 : non disputée
- 1983 : non disputée
- 1984 : Selmashevets Frunze
- 1985 : Selmashevets Frunze
- 1986 : Elektrik Frunze
- 1987 : Elektrik Frunze
- 1988 : Instrumentalshchik Frunze
- 1989 : Selmashevets Frunze
- 1990 : Selmashevets Frunze
- 1991 : Selmashevets Frunze

### Depuis l'indépendance
- 1992 : Alga Bichkek 2-1 FC Alay Och
- 1993 : Alga-RIIF Bichkek 4-0 Alga Bichkek
- 1994 : Ak-Maral Tokmak 2-1 ap FC Alay Och
- 1995 : FC Semetey Kyzyl-Kiya 2-0 Dinamo Bichkek
- 1996 : AiK Bichkek 2-0 Metallurg Kadamjaï
- 1997 : Alga-PVO Bichkek 1-0 Dinamo-Alay Och
- 1998 : SKA-PVO Bichkek 3-0 Dinamo-Alay Och
- 1999 : SKA-PVO Bichkek 3-0 FC Semetey Kyzyl-Kiya
- 2000 : SKA-PVO Bichkek 2-0 Dinamo-Alay Och
- 2001 : SKA-PVO Bichkek 1-0 Zhashtyk Ak Altyn Kara-Suu
- 2002 : SKA-PVO Bichkek 1-0 Zhashtyk Ak Altyn Kara-Suu
- 2003 : SKA-PVO Bichkek 1-0 Zhashtyk Ak Altyn Kara-Suu
- 2004 : Dordoi-Dynamo Naryn 1-0 Zhashtyk Ak Altyn Kara-Suu
- 2005 : Dordoi-Dynamo Naryn 1-0 Zhashtyk Ak Altyn Kara-Suu
- 2006 : Dordoi-Dynamo Naryn 4-0 Zhashtyk Ak Altyn Kara-Suu
- 2007 : Abdish-Ata Kant 2-1 FC Lokomotiv Djalalabad
- 2008 : Dordoi-Dynamo Naryn 2-2 (4-3 tab) Zhashtyk Ak Altyn Kara-Suu
- 2009 : Abdish-Ata Kant 2-0 FC Alay Och
- 2010 : Dordoi-Dynamo Naryn 3-0 FC Neftchi Kotchkor-Ata
- 2011 : Abdish-Ata Kant 6-1 FC Neftchi Kotchkor-Ata
- 2012 : Dordoi Bichkek 6-1 Alga Bichkek
- 2013 : FC Alay Och 2-2 (4-3 tab) Dordoi Bichkek
- 2014 : Dordoi Bichkek 2-1 Abdish-Ata Kant
- 2015 : Abdish-Ata Kant 4-2 FC Nashe Pivo
- 2016 : Dordoi Bichkek 1-0 FC Alay Och
- 2017 : Dordoi Bichkek 0-0 (4-3 tab) FC Alay Och
- 2018 : Dordoi Bichkek 3-2 FC Alay Och
- 2019 : FC Neftchi Kotchkor-Ata 1-0 Dordoi Bichkek
- 2020 : FC Alay Och 1-0 Abdish-Ata Kant
- 2021 : FC Neftchi Kotchkor-Ata 0-0 (4-3) Alga Bichkek
- 2022 : Abdish-Ata Kant 1-0 FC Neftchi Kotchkor-Ata
- 2023 : Muras United Jalal-Abad 2-1 Abdish-Ata Kant
- 2024 : Muras United Jalal-Abad 3-2 Abdish-Ata Kant